# Арда (Мейо)
Арда (англ. Ardagh [aːrda]; ирл. Ardach / Ard Mhaca, «возвышенность») — приход и деревня в Ирландии, находится в графстве Мейо (провинция Коннахт) немного южнее Баллины.
Название произошло от древнего места, на котором располагалась либо церковь, либо небольшой монастырь, и происходит от гэльского «Ард Ахад», что означает возвышенность Самая ранняя запись о первой церкви в Арде содержится в послании 1198 года, изданном папой Иннокентием III.
На высшей точке поселения стоит церковь, отсылки на возраст которой отходят к XII веку. В 1868 году в районе деревни была обнаружена серебряная «Ардагская чаша» (англ. The Ardagh Chalice) VIII века, которая использовалась во время богослужения.